# Dvoliska
Dvoliska (lat. Zygophyllum), tipski rod porodice dvoliskovica. Postoji preko 40 vrsta, poglavito grmova, rijetko zeljaste bilje, koje rastu po dijelovima Azije i Afrike, te nešto na istoku Europe.

## Vrste
1. Zygophyllum atriplicoides Fisch. & C.A.Mey.
2. Zygophyllum balchaschense Boriss.
3. Zygophyllum betpakdalense Golosk. & Semiotr.
4. Zygophyllum borissovae Beier & Thulin
5. Zygophyllum brachypterum Kar. & Kir.
6. Zygophyllum cuspidatum Boriss.
7. Zygophyllum darvasicum Boriss.
8. Zygophyllum dregeanum Sond.
9. Zygophyllum eichwaldii C.A.Mey.
10. Zygophyllum fabago L.
11. Zygophyllum fabagoides Popov
12. Zygophyllum furcatum C.A.Mey.
13. Zygophyllum gobicum Maxim.
14. Zygophyllum gontscharovii Boriss.
15. Zygophyllum heterocladum Rech.f. & Patzak
16. Zygophyllum iliense Popov
17. Zygophyllum jaxarticum Popov
18. Zygophyllum kansuense Y.X.Liou
19. Zygophyllum karatavicum Boriss.
20. Zygophyllum kaschgaricum Boriss.
21. Zygophyllum kegense Boriss.
22. Zygophyllum kopalense Boriss.
23. Zygophyllum lehmannianum Bunge
24. Zygophyllum loczyi Kanitz
25. Zygophyllum macropodum Boriss.
26. Zygophyllum melongena Bunge
27. Zygophyllum miniatum Cham. & Schltdl.
28. Zygophyllum mucronatum Maxim.
29. Zygophyllum neglectum Grubov
30. Zygophyllum obliquum Popov
31. Zygophyllum ovigerum Fisch. & C.A.Mey. ex Kar.
32. Zygophyllum oxianum Boriss.
33. Zygophyllum oxycarpum Popov
34. Zygophyllum pamiricum Grubov
35. Zygophyllum pinnatum Cham. & Schltdl.
36. Zygophyllum potaninii Maxim.
37. Zygophyllum pterocarpum Bunge
38. Zygophyllum rosowii Bunge
39. Zygophyllum sinkiangense Y.X.Liou
40. Zygophyllum stenopterum Schrenk
41. Zygophyllum subtrijugum C.A.Mey.
42. Zygophyllum taldykurganicum Boriss.
43. Zygophyllum trialatum Blatt. & Hallb.
44. Zygophyllum turcomanicum Fisch. ex Kar.
45. Zygophyllum xanthoxylum (Bunge) Maxim.

Sinonimi:
- Agophyllum Neck.
- Agrophyllum Neck.
- Augea Thunb.
- Fabago Mill.
- Fagonia Tourn. ex L.
- Halimiphyllum (Engl.) Boriss.
- Petrusia Baill.
- Piotes Sol. ex Britten
- Sarcozygium Bunge
- Tetraena Maxim.